# K. Ananda Rau
K. Ananda Rau (Madras, 21 de setembro de 1893 — Madras 22 de janeiro de 1966) foi um matemático indiano.

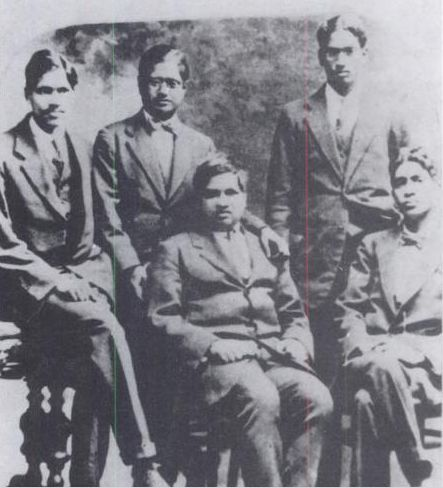
Ananda Rau (esquerda) com Ramanujan (frente, sentado no meio)